# Ann-Marie Rauer
Karin Ann-Marie Rauer, ursprungligen Johansson, född 10 januari 1963 i Finja församling i Kristianstads län, är en svensk journalist och programledare.
Rauer är uppvuxen i Göinge-trakten och har en journalistexamen. Hon har arbetat för Sveriges Radio Kristianstad och Sydnytt. 2005 började hon arbeta som reporter för kulturprogrammet Sverige! på SVT och två år senare blev hon programledare för programmet.